# 威士忌战争
威士忌战争是丹麦王国与加拿大就汉斯岛的主权归属所发生的领土争端和不流血战争。该争端始于1973年止于2022年，期间双方从未发生直接冲突或诉诸暴力。2022年，双方决定将该岛平分。